# Марьянао
Марьянао (исп. Marianao) — один из 15 муниципалитетов Гаваны, район в юго-западной части Гаваны.

## История
Поселение было основано в 1719 году и в 1765 году получило наименование «Quemados de Marianao» (в дальнейшем сократившееся до Марьянао). После того, как в 1884 году через селение была проложена железнодорожная линия к столице, развитие населенного пункта активизировалось.
В связи с расширением Гаваны после окончания второй мировой войны селение оказалось сначала на окраине, а затем в составе Гаваны. В 1961—1964 гг. здесь был построен университетский комплекс Гаванского технологического университета.
С помощью Венгрии в Марьянао был построен крупный стекольный комбинат, начавший работу в 1966 году.